# یواس‌اس واتنا (آی‌دی-۳۸۴۸)
یواس‌اس واتنا (آی‌دی-۳۸۴۸) (به انگلیسی: USS Wathena (ID-3884)) یک کشتی بود که طول آن ۴۱۷ فوت ۹٫۵ اینچ (۱۲۷٫۳۴۳ متر) بود. این کشتی در سال ۱۹۱۸ ساخته شد.